# چارلز آینزورث (بازیکن فوتبال)
چارلز آینزورث (انگلیسی: Charles Ainsworth؛ 1885 – ۱۹۵۵ (۶۹−۷۰ سال)) بازیکن فوتبال اهل بریتانیا بود.
از باشگاه‌هایی که در آن بازی کرده‌است می‌توان به باشگاه فوتبال دربی کانتی، باشگاه فوتبال گریمزبی تاون، و باشگاه فوتبال کویینز پارک رنجرز اشاره کرد.